# 尹德明
尹德明（1964年3月—），四川岳池人，中华人民共和国政治人物。1982年7月参加工作，1985年12月加入中国共产党。成都科技大学（现并入四川大学）政治经济学专业毕业，大学本科学历。
历任共青团中央组织部副处长、处长、副部长、部长，中共西藏自治区党委组织部常务副部长、部长等职。2006年6月，任中共西藏自治区党委常委。
2012年2月，任中共天津市委常委、组织部部长。2017年3月，不再担任中共天津市委常委、组织部部长。
2017年4月，任中华全国总工会党组成员。2019年1月，任中国红十字会党组成员。